# Michelle Monaghan

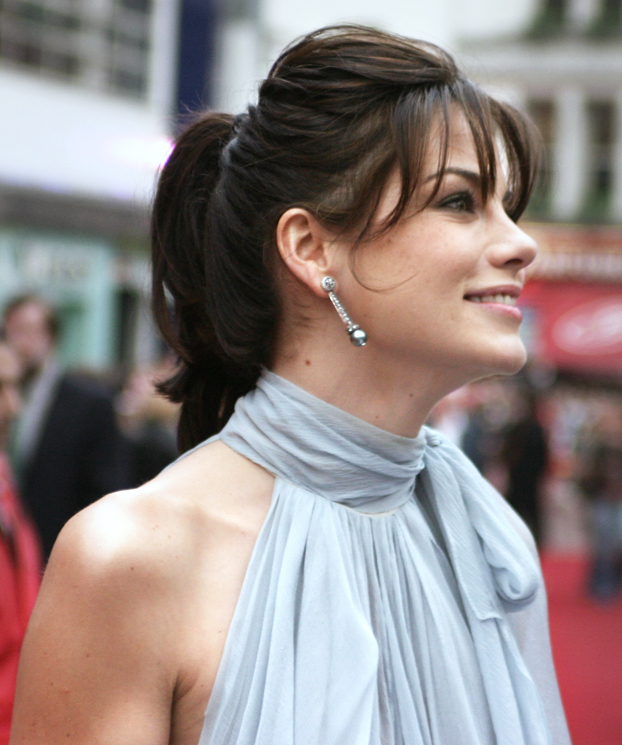
Michelle Monaghan (2006)

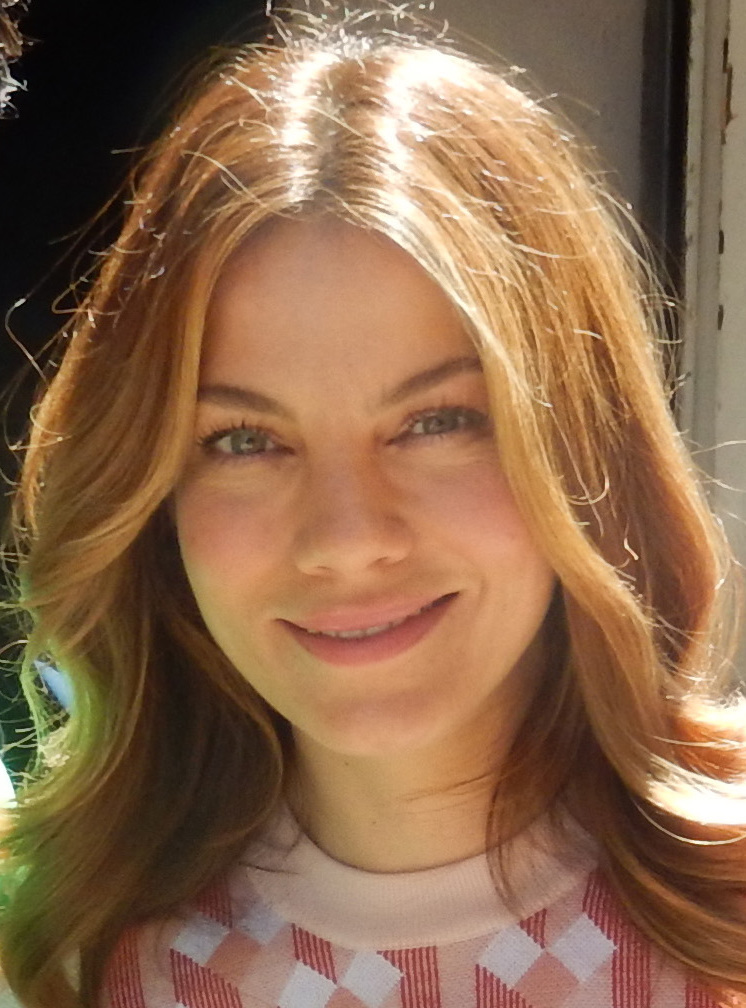
Michelle Monaghan (2015)

Michelle Lynn Monaghan (ur. 23 marca 1976 w Winthrop) – amerykańska aktorka. Laureatka nagrody San Diego Film Critics Society za rolę w filmie W drodze; nominowana do Złotego Globu za rolę w serialu Detektyw.

## Życie prywatne
W sierpniu 2005 wyszła za mąż za Petera White'a, mają dwoje dzieci: córkę Willow Katherine (ur. 5 listopada 2008) i syna Tommy'ego Francisa (ur. 30 października 2013).

## Filmografia

### Filmy
- 2001 Perfumy (Perfume) jako Henrietta
- 2002 Niewierna (Unfaithful) jako Lindsay
- 2003 Wszystko w rodzinie (It Runs in the Family) jako Peg Maloney
- 2004 Zimowe przesilenie (Winter Solstice) jako Stacey
- 2004 Krucjata Bourne’a (The Bourne Supremacy) jako Kim
- 2005 Daleka północ (North Country) jako Sherry
- 2005 Syriana jako Mary Ann
- 2005 Pan i pani Smith (Mr. & Mrs. Smith) jako Gwen
- 2005 Constantine jako Ellie (usunięte sceny)[4]
- 2005 Kiss Kiss Bang Bang jako Harmony Faith Lane
- 2006 Mission: Impossible III jako Julia Meade
- 2007 Dziewczyna moich koszmarów (The Heartbreak Kid) jako Miranda
- 2007 Gdzie jesteś, Amando? (Gone Baby Gone) jako Angie
- 2008 Eagle Eye jako Rachel Holloman
- 2008 Moja dziewczyna wychodzi za mąż (Made of Honour) jako Hannah
- 2008 W drodze (Trucker) jako Diane Ford
- 2010 Zanim odejdą wody (Due Date) jako Sarah Highman
- 2010 Somewhere. Między miejscami (Somewhere) jako Rebecca
- 2011 Mission: Impossible – Ghost Protocol jako Julia Meade, żona Hunta – niewymieniona w napisach
- 2011 Kaznodzieja z karabinem (Machine Gun Preacher) jako Lynn Childers
- 2011 Kod nieśmiertelności (Source Code) jako Christina Warren
- 2012 Tylko teraz (Tomorrow You're Gone) jako Florence Jane
- 2013 Penthouse North lub Atrapada en la oscuridad jako Sara
- 2013 Wspólne oczekiwanie (Expecting lub Gus) jako Andie
- 2014 Romans na haju (Better Living Through Chemistry) jako Kara Varney
- 2014 Fort Bliss jako Maggie Swann
- 2014 Rozegraj to na luzie (Playing It Cool) jako Her
- 2014 Dla ciebie wszystko (The Best of Me) jako Amanda Collier
- 2015 Piksele (Pixels) jako Violet
- 2016 Dzień patriotów jako Carol Saunders
- 2017 Sleepless jako Bryant
- 2017 Sidney Hall jako pani Hall
- 2017 Mission: Impossible – Fallout jako Julia Meade-Hunt
- 2018 Święta Judy jako Judy Wood
- 2020 Szkoła czarownic: Dziedzictwo jako Helen
- 2021 Każdy twój oddech jako Grace
- 2022 Black Site jako Abigail Trent
- 2022 Niania jako Amy
- 2022 Blood jako Jess
- 2023 Plan wycieczki jako Jessica Morgan
- 2023 Złoty interes jako Beth Bogart
- 2024 MaXXXine jako det. Williams

### Seriale
- 2000 Amerykańskie nastolatki (Young Americans) jako Caroline Busse (odc. 4, 7)
- 2002–2003 Boston Public jako Kimberly Woods
- 2014 Detektyw (True Detective) jako Maggie Hart
- 2016-2018 Sekta (The Path) jako Sarah Lane
- 2020 Mesjasz jako Eva Geller
- 2022 Echa (Echoes) jako Leni; Gina